# یواخیم فرناندز
یواخیم فرناندز (انگلیسی: Joachim Fernandez; ۶ دسامبر ۱۹۷۲ – ۱۹ ژانویهٔ ۲۰۱۶) بازیکن فوتبال اهل فرانسه بود.
از باشگاه‌هایی که در آن بازی کرده‌است می‌توان به باشگاه فوتبال آ.ث. میلان، باشگاه فوتبال مونتسا، باشگاه فوتبال کان، باشگاه فوتبال داندی یونایتد، باشگاه فوتبال آنژه، باشگاه فوتبال بوردو، باشگاه فوتبال اودینزه، باشگاه فوتبال تولوز، و باشگاه فوتبال سدان اشاره کرد.